# Johnny Claes
 Johnny Claes  va ser un pilot de curses automobilístiques belga que va arribar a disputar curses de Fórmula 1.
Claes va néixer l'11 d'agost del 1914 a Londres, Anglaterra, fill de pare belga i mare escocesa. Va morir el 3 de febrer del 1956 a Brussel·les, Bèlgica.

## A la F1
Va participar en la primera cursa de la història de la Fórmula 1 disputada el 13 de maig del 1950, el GP de la Gran Bretanya, que formava part del campionat del món de la temporada 1950 de F1, on va participar en aquesta única cursa.
Johnny Claes va participar en vint-i-quatre curses puntuables pel campionat de la F1, al llarg de diverses temporades (1950, 1951, 1952, 1953 i 1955).
Claes també va disputar nombroses curses no puntuables pel mundial de la F1.

## Resultats a la Fórmula 1
| Any  | Equip       | Xassís    | Motor      | 1      | 2     | 3       | 4       | 5       | 6      | 7       | 8       | 9       | Posició | Punts |
| ---- | ----------- | --------- | ---------- | ------ | ----- | ------- | ------- | ------- | ------ | ------- | ------- | ------- | ------- | ----- |
| 1950 | Talbot-Lago | Talbot    | Straight-4 | GBR 11 | MON 7 | 500     | SUI 10  | FRA Ret | BEL 8  | ITA Ret |         |         | -       | 0     |
| 1951 | Talbot-Lago | Talbot    | Straight-4 | SUI 13 | 500   | BEL 7   | FRA Ret | GBR 13  | ALE 11 | ITA Ret | ESP Ret |         | -       | 0     |
| 1952 | Gordini     | Gordini   | Straight-4 | SUI    | 500   | BEL 8   | FRA Ret | GBR 14  | ALE 10 | HOL     | ITA NQ  |         | -       | 0     |
| 1953 | Connaught   | Connaught | Straight-4 | ARG    | 500   | HOL Ret | BEL Ret | FRA 12  | GBR    | ALE Ret | SUI     | ITA Ret | -       | 0     |
| 1955 | Ferrari     | Ferrari   | Ferrari    | ARG    | MON   | 500     | BEL     | HOL 11  | GBR    | ITA     |         |         | -       | 0     |

### Resum
| Curses: | Victòries: | Pòdiums: | Poles: | Voltes ràpides: | Punts: |
| ------- | ---------- | -------- | ------ | --------------- | ------ |
| 24      | 0          | 0        | 0      | 0               | 0      |